# Microthoracius
Microthoracius – rodzaj wszy należący do rodziny Microthoraciidae, pasożytujących na wielbłądowatych i powodujących chorobę zwaną wszawicą.
Gatunki należące do tego rodzaju nie posiadają oczu. Antena składa się z 5 segmentów bez wyraźnego dymorfizmu płciowego. Głowa w bardzo duża i wydłużona, której wielkość osiąga połowę długości ciała. 
Microthoracius stanowią rodzaj składający się obecnie z 4 gatunków:
- Microthoracius cameli
- Microthoracius mazzai (Werneck, 1932)
- Microthoracius minor (Werneck, 1935)
- Microthoracius praelongiceps